# Rami (namn)
Rami är ett finskt och arabiskt mansnamn, som på finska betyder den älskande och på arabiska betyder det bågskytt. I Sverige finns 1 657 män och 56 kvinnor som bär namnet Rami. 59 personer bär namnet som efternamn.

## Personer med namnet Rami
- Rami Kanan VD Glasprinsen AB  Rami Alanko, finländsk ishockeyspelare
- Rami Bladlav, svensk MMA-utövare
- Rami Jaffee, medlem i amerikanska rockbandet The Wallflowers
- Rami Malek, amerikansk skådespelare.
- Rami Saari, israelisk poet
- Rami Shaaban, svensk fotbollsspelare.
- Rami Rantanen, finländsk fotbollsspelare.
- Rami Yacoub, svensk musikproducent.